# Валентин Николаев
Валентин Николаев е бивш съветски футболист и треньор. Заслужил майстор на спорта и заслужил треньор на СССР. През по-голямата част от кариерата си играе в ЦДКА Москва. Двукратен голмайстор на шампионата на СССР.

## Кариера
Като юноша Николаев играе за Казанка. През 1940 постъпва в армията и играе за ЦДКА. Още в дебютния си мач нападателят се разписва, а ЦДКА побеждава Стахановец с 1 – 0. Благодарение на по-опитния си съотборник Сергей Капелкин, Николаев става твърд титуляр в атаката на „армейците“. През 1946 нападателят става голмайстор на отбора с 16 попадения и печели титлата на страната. На следващия сезон Николаев вкарва 14 попадения, а ЦДКА печели титлата след победа с 5 – 0 над Трактор (Сталинград). С отбора на армейците печели титлата още 3 пъти – през 1948, 1950 и 1951. През 1952 Николаев записва 2 мача за националния отбор на СССР и участва на олимпиадата същата година, но след провала на съюза там, ЦДКА е разформирован. След това Валентин играе в МВО Москва, където е и по-голямата част от „отбора на лейтенантите“. След като и този отбор се разпада, Николаев слага край на кариерата си.
През 1964 става треньор на ЦСКА, но отборът достига най-много до третото място. След това Николаев е помощник-треньор в СКА Хабаровск, а през 1969 се завръща начело на ЦСКА. През 1970 под негово ръководство тима печели първа титла на страната от 19 години насам. Също така става треньор и на националния отбор на СССР. В 24 мача под ръководството на Николаев, „червената армия“ не губи нито веднъж, но треньорът напуска, за да се концентрира върху работата си в ЦСКА. През 1974 поема младежкият национален отбор на съюза и става двукратен европейски шампион през 1976 и 1980.
Николаев остава последният жив футболист на „отбора на лейтенантите“ до смъртта си през 2009.